# Fever Pitch (comics)
Fever Pitch est un mutant appartenant à l'univers de Marvel Comics, apparu pour la première fois dans Generation X #50.

## Origine
On ne sait pas grand-chose sur la vie passée de ce mutant si ce n'est qu'il est américain, et que son pouvoir a consumé à petit feu son apparence physique.
En tant que Morlock, Fever Pitch fit partie de Gene Nation dirigée par Dark Beast et captura pour son compte Chamber et Skin, deux jeunes mutants. X-Man l'affronta et le laissa pour mort, vidé de son énergie.
On le revit à Berlin, cobaye captif de scientifiques. Il fut libéré par la X-Corporation. Mais il se retourna contre la milice mutante du Hurleur et suivit Mystique à Paris, où il endommagea la Tour Eiffel. Sur le point d'incendier le Louvre, il fut stoppé par Iceberg.
Ayant conservé ses pouvoirs après le M-Day, Fever Pitch fit partie des réfugiés venus s'installer près du Manoir des X-Men. Il fut l'un des leaders de la révolte lancée contre la surveillance renforcée de Sentinel Squad O*N*E.
Quand Apocalypse apparut avec son vaisseau-sphinx au-dessus du Manoir, Fever Pitch se mit à son service.
Récemment, (tout comme Beautiful Dreamer), Fever Pitch fut capturé par les Purifiers et on lui injecta une nouvelle forme du virus Legacy, pour le transformer en arme vivante. Il fut relâché bâillonné pendant une manifestation anti-mutants et libéra une onde enflammée incontrôlable, tuant des dizaines de manifestants (le but était de propager la psychose anti-mutant et de faire des morts des martyrs). On ignore s'il est mort dans l'attentat.

## Pouvoirs
- La mutation de Fever Pitch l'a transformé en squelette enflammé, pouvant irradier d'une intense chaleur et projeter des rafales de plasma brûlant.
- On pense qu'il n'a plus besoin de se nourrir.